# 野原未蘭
野原 未蘭（のはら みらん、2003年8月4日 - ）は、日本将棋連盟所属の女流棋士。女流棋士番号は70。富山県富山市出身。森内俊之門下。富山第一高等学校卒業。法政大学キャリアデザイン学部在学中。

## 棋歴

### 女流棋士になるまで
5歳の時にアマ三段の父親（早稲田大学将棋部出身）に教わった事をきっかけに将棋を始め、9歳から金沢市の道場「晩成塾」で元奨励会三段・鈴木英春の指導を受ける。
2014年、小5のときに第7回小学生駒姫名人戦で優勝。
2015年、第8回小学生駒姫名人戦でも優勝し連覇。
2016年、第8回中学生女子名人戦で優勝。決勝の相手は2歳年上で、2年後の2018年11月に女流棋士入りを果たした礒谷真帆だった。
同年、第9回女子アマ王位戦でも優勝し、中1にして女性アマチュアのトップに立つ。
2017年、第49回女流アマ名人戦で初優勝を果たす。
同年、第10回女子アマ王位戦でも優勝を果たし連覇。中2にして女性アマチュア2冠となる。
2018年には、第43回中学生将棋名人戦で優勝。男子も参加する同大会での女子の優勝は史上初の快挙である。
同年、第39回全国中学生選抜将棋選手権大会の女子の部でも優勝した。
さらに同年、第50回女流アマ名人戦でも優勝し連覇を達成した。
2019年、アマチュア予選を勝ち抜いて出場した第9回女流王座戦一次予選で礒谷真帆と千葉涼子に連勝し二次予選進出を果たした。
同年、第51回女流アマ名人戦で優勝し、史上初の女流アマ名人戦3連覇を達成する。
2020年、これまで、在学中のプロ入りを考えないでいたが、2月に東海研修会に入会（テストの結果B2入会）。
女流棋戦ベスト8進出により女流棋士へ
2020年、これまでの好成績によりアマチュアとして推薦出場した第28期倉敷藤花戦において、3月の1回戦（井道千尋戦）、7月の2回戦（伊奈川愛菓戦）に連勝し3回戦進出（ベスト16）、同年7月29日に行なわれた3回戦で室田伊緒に勝利しベスト8進出を決めた。アマチュア選手による「倉敷藤花戦」ベスト8進出は「女流棋士2級昇級規定」における「該当の女流棋戦で規定の成績を獲得」の要件を満たし、女流2級で女流棋士になる資格を得た。
同年8月14日に行なわれた準々決勝でも小高佐季子に勝利し準決勝へ進出（ベスト4）。女流棋士に昇級していれば女流初段昇段の規定「倉敷藤花戦ベスト4」を満たしていたが、ベスト4進出決定の時点では手続上、野原はまだアマチュア資格の立場であり、そのために昇段規定が適用されず、「女流2級」としてプロ入りということになった。

### 女流棋士になってから
2020年9月1日付で日本将棋連盟東京本部所属の女流棋士2級（新女流棋士）となった。前述の通り、元奨励会三段・鈴木英春に師事してきたが、プロ入りの際はプロである四段以上の棋士を師匠とする必要があるため、森内俊之が師匠を引き受けた。
同年9月11日、第28期倉敷藤花戦準決勝で中井広恵と対局。この対局がプロデビュー戦となり、勝てば改めて昇段規定を満たして飛び級で女流初段に昇段するところであったが、相入玉の末247手で敗れ、挑戦者決定戦進出と女流初段昇段はならなかった。
2021年1月18日、第43期女流王将戦予選で中村真梨花に勝ち、本戦進出を決める。これにより同日付で女流1級に昇級した。
同年8月3日、第29期倉敷藤花戦準々決勝で塚田恵梨花に勝ち、準決勝に進出した。これにより同日付で女流初段に昇段した。
2022年7月18日、第16期マイナビ女子オープンの予選1回戦（竹部さゆり戦）で、将棋公式戦では史上初となる入玉宣言法での勝利を収めた（敵陣内の自玉を除く自分の駒数10枚、持ち駒17枚、点数35点。対局開始13:00-宣言時刻15:03）。駒の点数を何度も確かめて勝ちを確信したが、ルールが複雑な上に勝ちにならなければ負けになるため、宣言するときは緊張があり、小声での宣言だった。
2024年12月13日、第5期白玲戦・女流順位戦B級で塚田恵梨花に勝利し、女流初段昇段後70勝により女流二段に昇段した。
2025年1月7日、新しい将棋会館で行われた公式戦初対局（こけら落とし）の一局となった第5期女流順位戦B級4回戦で、野原が中井広恵に105手で勝利し、この終局時刻14時50分の対局が新将棋会館での白星第1号となった。

## 棋風
英春流を指す。鈴木英春が考案した独創的な戦法であり、直接指導を受けて身につけた。指導を受ける前は角交換四間飛車を得意としていた。

## 人物
- 趣味は音楽鑑賞と絵を描くこと[4]。映画鑑賞[1]。
- 「未蘭」という名前は、両親が新婚旅行で行ったイタリアのミラノから付けられた。小学校の頃は「珍しい」と言われ、もっと普通の名前が良かったと思ったこともあるが、「覚えてもらいやすいし響きも良くて今は気に入っています」と語っている[46]。
- 幼稚園の頃はピアノやバレエを習い、小学校では1、2年でチアリーディングチームにも入り、4年までは水泳も続けていた[47]。
- 父と同じく叔父もアマ三段（同志社大学将棋部OB）で、富山市で「富山将棋スクール」を運営し、未蘭も中学時代から講師として週に1度子供たちに将棋を教えていた[48]。
- 中学1年時の全国中学生選抜将棋選手権の決勝は勝勢で詰みがあることも分かっていたが、確認のためじっくり考えてしまい、あと数秒と気付き慌てて王手し時計を叩いたが間に合わず、時間切れで準優勝に終わった[49]。
- 女流アマ名人戦優勝により、しんぶん赤旗の企画で当時の新人王と記念対局している。中2時は増田康宏、中3時は藤井聡太と角落ちで対局したが完敗した。増田は2年連続新人王で、前年は礒谷真帆に敗れており、増田から「今回は本気でやりました」と言われた。藤井からは「時間配分を工夫したらもっと強くなりますよ」とアドバイスされ、それから時間配分に気を付けるようになったという[50]。
- 中学生将棋名人戦で優勝したときに奨励会の1次試験免除資格を得たが、奨励会で強い人と指せば強くなれると思う一方で、男性は奨励会を抜けるしかプロへの道がないのに自分は抜けられなくても女流棋士になればいいと、四段になる覚悟がないのに入会するのは失礼だとも考え、迷った末に奨励会受験を見送った[49]。
- 2020年2月8日にテレビ朝日系で放送された『激レアさんを連れてきた。』において、「普通の女の子だったのに謎のおじいさんが生み出した秘伝の将棋の技を教わったら将棋界最強の女子中学生となってしまった女の子」としてテレビ出演した[51]。
- コロナの自粛期間中に羽生善治や佐藤康光、谷川浩司などの棋譜を並べていたが、羽生や佐藤の相手として多く並べた森内俊之の「鉄板流」の受けが強く森内の将棋を目指したいと思うようになり、「師匠になってもらうなら尊敬できる森内先生」と決め弟子入りを願う手紙を書いた。「倉敷藤花戦でベスト8に進んだら会う」と返事があり、室田伊緒に勝ちベスト8入りした数日後に父と共に森内と会い1局指して将棋を見てもらい、翌日の17歳の誕生日に師匠になるという返事をもらった。弟子入りにあたり、「この先、英春流が上達の壁になると感じた時に、ソフトを通じて1から将棋を勉強しなおす気持ちがあるか」と聞かれ「あります」と答えている[52]。
- 2021年、第2回女流ABEMAトーナメントで加藤桃子からドラフト2巡目で指名され、加藤・香川愛生とチーム「野生の桃」を結成し優勝した[53]。
- 女流ABEMAトーナメントで監督を務めた渡辺明から誘われたのがきっかけでプロ野球の東京ヤクルトスワローズのファンとなり、同じ北陸出身の内山壮真や奥川恭伸を応援している。渡辺らと神宮球場や東京ドームでヤクルト戦を観戦し、村上宗隆のシーズン55号本塁打も生で見ている[54][55]。
- 2024年6月16日、大田区産業プラザPiOコンベンションホールで女流棋士発足50周年記念パーティー EAST」[56]では実行委員のひとりとして裏方業務を担い、アイディア出しからディレクション業務までを担った[57]。

## 昇段・昇級履歴
研修会
- 2020年02月00日 ： 東海研修会 入会（B2クラス）[28]
- 2020年08月09日 ： 東海研修会 退会（対局数48未満、女流2級資格獲得による）[58]

女流棋士
- 2020年07月29日 ： 女流2級資格 獲得（アマチュアによる倉敷藤花戦ベスト8進出）
- 2020年09月01日 ： 女流2級 = プロ入り[1]
- 2021年01月18日 ： 女流1級（女流王将戦本戦進出）[38]
- 2021年08月03日 ： 女流初段（倉敷藤花戦ベスト4進出、女流通算15勝14敗）[40][59]
- 2024年12月13日 ： 女流二段（女流初段昇段後70勝、女流通算85勝60敗）[43][60]

## 主な成績

### 年度別成績
| 2020年度         | 17  | 11 | 6  | 0.6470 | [ 61 ] | 女流通算成績 | 女流通算成績 | 女流通算成績 | 女流通算成績 | 女流通算成績 |
| (小計)           | 17  | 11 | 6  | 0.6470 | [ 61 ] | 対局数       | 勝数         | 負数         | 勝率         | (出典)       |
| 2021年度         | 29  | 15 | 14 | 0.5172 | [ 62 ] | 46           | 26           | 20           | 0.6470       | [ 63 ]       |
| 2022年度         | 28  | 16 | 12 | 0.5714 | [ 64 ] | 74           | 42           | 32           | 0.5675       | [ 65 ]       |
| 2023年度         | 42  | 30 | 12 | 0.7142 | [ 66 ] | 116          | 72           | 44           | 0.6206       | [ 67 ]       |
| 2024年度         | 38  | 20 | 18 | 0.5263 | [ 68 ] | 154          | 92           | 62           | 0.5974       | [ 69 ]       |
| 2021-2024 (小計) | 137 | 81 | 56 |        |        |              |              |              |              |              |
| 通算             | 154 | 92 | 62 | 0.5974 | [ 69 ] |              |              |              |              |              |
| 2024年度まで     |     |    |    |        |        |              |              |              |              |              |

| 年度         | 対局数 | 勝数 | 負数 | 勝率   | (出典) |
| ------------ | ------ | ---- | ---- | ------ | ------ |
| 2023年度     | 1      | 0    | 1    | 0.0000 | [ 70 ] |
| 2024年度     | 0      | 0    | 0    | -.---- | [ 71 ] |
| 通算         | 1      | 0    | 1    | 0.0000 | [ 69 ] |
| 2024年度まで |        |      |      |        |        |